# Nesillas
Nesillas é um género de aves da família Acrocephalidae.
Este género contém as seguintes espécies:
- †Nesillas aldabrana Benson & Penny, 1968
- Nesillas brevicaudata (Milne-Edwards & Oustalet, 1888)
- Nesillas lantzii (A. Grandidier, 1867)
- Nesillas longicaudata (E. Newton, 1877)
- Nesillas mariae Benson, 1960
- Nesillas typica (Hartlaub, 1860)